# Зеаксантин
Зеаксантин (латин. Zea "кукуруза", греч. xanthos "желтый" (пигмент окраски зёрен этого растения)) — один из распространённых пигментов каротиноидной группы (ксантофилл). Обнаруживается в растениях и некоторых микроорганизмах. Является пигментом, который придаёт паприке, кукурузе, шафрану, многим другим фруктам и ягодам характерную жёлтую окраску. Каротиноиды зеаксантин и лютеин содержатся в сетчатке глаза преимущественно в центральной зоне (зоне макулы) и играют важную роль в защите сетчатки от ультрафиолетовых и синих лучей. Зеаксантин и лютеин являются изомерами (но не стереоизомерами).
Зарегистрирован в качестве пищевой добавки с номером E161h, относится к группе пищевых красителей.

## Изомерыи макулярное поглощение
Лютеин и зеаксантин имеют идентичные химические формулы и являются изомерами, но не стереоизомерами. Единственное различие между ними заключается в расположении двойной связи в одном из концевых колец. Это различие даёт лютеину три хиральных центра, тогда как у зеаксантина их два. Из-за симметрии (3R,3'S) и (3S,3'R) стереоизомеры зеаксантина идентичны. Следовательно, зеаксантин имеет только три стереоизомерные формы. Стереоизомер (3R,3'S) называется мезо-зеаксантином.
Основной природной формой зеаксантина является (3R,3'R)-зеаксантин. Макула в основном содержит формы (3R,3′R)- и мезо-зеаксантина, но также содержит гораздо меньшее количество третьей (3S,3′S) формы. Существуют доказательства того, что специфический зеаксантин-связывающий белок рекрутирует циркулирующие зеаксантин и лютеин для поглощения в макуле.
Из-за коммерческой ценности каротиноидов их биосинтез широко изучался как в натуральных продуктах, так и в неприродных (гетерологичных) системах, таких как бактерии Escherichia coli и дрожжи Saccharomyces cerevisiae. Биосинтез зеаксантина происходит из бета-каротина под действием одного белка, известного как бета-каротингидроксилаза, который способен добавлять гидроксильную группу (-ОН) к атомам углерода 3 и 3' молекулы бета-каротина. Таким образом, биосинтез зеаксантина протекает от бета-каротина к зеаксантину через бета-криптоксантин. Несмотря на то, что они функционально идентичны, известно несколько различных белков бета-каротингидроксилазы.
Из-за природы зеаксантина по сравнению с астаксантином (каротиноидом, имеющим значительную коммерческую ценность) белки бета-каротингидроксилазы были тщательно изучены.

## Связь с заболеваниями глаз
Несколько обсервационных исследований предоставили предварительные доказательства того, что высокое потребление пищевых продуктов, включая лютеин и зеаксантин, снижает частоту возрастной дегенерации желтого пятна (макулодистрофия). Поскольку продукты с высоким содержанием одного из этих каротиноидов, как правило, содержат много другого, исследования не отделяют эффекты одного от другого.
- Три метаанализа лютеина и зеаксантина пришли к выводу, что эти каротиноиды снижают риск прогрессирования от ранней до поздней стадии макулодистрофии[8][9][10].
- Кокрановский обзор 19 исследований из нескольких стран, проведённый в 2017 году, пришёл к выводу, что пищевые добавки, содержащие зеаксантин и лютеин, практически не влияют на прогрессирование макулодистрофии[11]. В целом, по-прежнему недостаточно данных для оценки эффективности пищевых добавок с зеаксантином или лютеином в лечении или профилактике ранней макулодистрофии[6][11][12].

Что касается катаракты, два метаанализа подтверждают корреляцию между высокими концентрациями лютеина и зеаксантина в сыворотке и снижением риска ядерной катаракты, но не кортикальной или субкапсулярной катаракты. В отчётах эффект зеаксантина не отделялся от эффекта лютеина. В другом исследовании были включены пациенты с риском прогрессирования возрастной дегенерации жёлтого пятна. В целом, группа, получавшая лютеин (10 мг) и зеаксантин (2 мг), не уменьшила потребность в операции по удалению катаракты. Любая польза с большей вероятностью будет очевидна в субпопуляциях людей, подвергающихся сильному окислительному стрессу, таких как заядлые курильщики, алкоголики или люди с низким потреблением продуктов, богатых каротиноидами.
В 2005 году Управление по санитарному надзору за качеством пищевых продуктов и медикаментов (FDA) отклонило заявку компании Xangold на получение квалифицированных медицинских заявлений, сославшись на недостаточность доказательств, подтверждающих использование добавок, содержащих лютеин и зеаксантин, для профилактики макулодистрофии. Компаниям, производящим пищевые добавки в США, разрешено продавать продукты с лютеином и лютеином и зеаксантином и указывать на упаковке БАД «помогает поддерживать здоровье глаз», при условии, что будет указано заявление об отказе от ответственности FDA . В Европе, в 2014 году, Европейское агентство по безопасности пищевых продуктов (EFSA) рассмотрело и отклонило заявления о том, что лютеин или лютеин и зеаксантин улучшают зрение.

## Нахождение в природе
Зеаксантин — это пигмент, придающий паприке, кукурузе, шафрану, годжи и многим другим растениям их характерные красные, оранжевые или желтые цвета. Спирулина также является богатым источником и может служить пищевой добавкой. Зеаксантин распадается на пикрокроцин и сафраналь, которые отвечают за вкус и аромат шафрана.
Продукты, содержащие наибольшее количество лютеина и зеаксантина — это тёмно-зелёные листовые овощи, такие как капуста, шпинат, репа, кудрявая капуста, салат, кресс-салат, мангольд и зелень горчицы; в зелёных растениях зеаксантин всё еще может присутствовать, но он вторичен по отношению к ярко выраженному зелёному цвету хлорофилла.

## Безопасность
Зеаксантин считается безопасной пищевой добавкой. Уровень, не вызывающий видимых отрицательных эффектов (УНВОЭ) составляет 150 мг/кг массы тела в исследованиях на животных. Учитывая неопределённость между влиянием вещества на людей и животных, с учётом двухсоткратного фактора безопасности, допустимое суточное потребление (ДСП) зеаксантина в качестве пищевой добавки составляет 0,75 мг/кг массы тела, по данным Европейского агентства по безопасности продуктов питания (EFSA).